# École supérieure d'art du Nord-Pas de Calais / Dunkerque-Tourcoing

logo de l'établissement

L'école supérieure d'art | Dunkerque-Tourcoing est un établissement public d'enseignement supérieur et de recherche en art habilité par l'État à délivrer le Diplôme national supérieur d'expression plastique (désormais grade de master) option art. 
Elle est issue de la fusion en septembre 2011 de l'École régionale supérieure d'expression plastique de Tourcoing et de l'École Régionale des Beaux-arts de Dunkerque. C'est un Établissement public de coopération culturelle entre les villes de Dunkerque et de Tourcoing, l'État (France) et la Hauts-de-France. 

## Histoire
L'École d'art de Tourcoing a été créée en 1836 sous le nom école académique de dessin. En 1843, elle se voit augmentée d'une école gratuite d'architecture. 
L'École Régionale des Beaux-arts de Dunkerque est bien plus jeune, puisqu'elle a été créée en 1984 et n'a commencé à délivrer des diplômes nationaux (DNAP et DNSEP) qu'en 1989.
En 2010, l'École Régionale Supérieure d’Expression Plastique de Tourcoing et l'école régionale des Beaux-arts de Dunkerque fusionnent au sein d'un Établissement public de coopération culturelle piloté par les deux villes, l'État, et la région Hauts-de-France. Sa première habilitation à délivrer un diplôme de grade Master date de 2011. Elle prend le nom de école supérieure d'art | Dunkerque-Tourcoing en 2022 en réaffirmant son encrage territorial.

## Cursus
Sur ses deux sites d'enseignement à Dunkerque et Tourcoing, elle accueille près de 300 étudiants. Après un premier cycle de trois ans, généraliste et pluridisciplinaire en art menant au DNA, elle propose deux années supplémentaires avec deux orientations (mentions) pour le DNSEP:
- Arts, Sciences et Nature, avec des enseignements principalement délivrés sur le site de Tourcoing.
- Arts, Société et Nature, avec des enseignements principalement délivrés sur le site de Dunkerque.

## Anciens élèves
- Janusz Stega
- Florian Virly

## Le corps professoral
- Asli Torcu
- Ruchi Anadkat
- Cyril Crignon
- Jean-Claude Demeure
- Hugo Dinër
- Éric Harasym
- Marie Lelouche
- Benoît Ménéboo
- Leïla Pereira
- Anne-Émilie Philippe
- Nathalie Poisson-Cogez
- Melissa Ryke
- Richard Skryzak
- Nathalie Stefanov
- Janusz Stega
- Williams Théry
- Alexis Trousset
- Ming Tong
- Silvain Vanot
- Florian Virly
- Gregg Smith
- Dominic Virtosu
- David Ayoun
- Cassandre Boucher
- Jean-Baptiste Carobolante
- Audrey Charlet
- Arnaud Delbeke
- Phoebe Dingwall
- Donovan Le Coadou
- Laetitia Legros
- Jean-Claude Mouton
- Julien Pastor